# Маріо Монтесанто
Маріо Монтесанто (італ. Mario Montesanto, нар. 11 серпня 1909, Венеція — пом. 29 березня 1987, Кастель-Сан-П'єтро-Терме) — італійський футболіст, що грав на позиції півзахисника. По завершенні ігрової кар'єри — тренер.
Виступав, зокрема, за клуб «Болонья», а також національну збірну Італії.
Чотириразовий чемпіон Італії, дворазовий володар кубка Мітропи.

## Клубна кар'єра
Народився 11 серпня 1909 року в місті Венеція. Вихованець футбольної школи клубу «Венеція». Дорослу футбольну кар'єру розпочав 1928 року в основній команді того ж клубу, в якій провів два сезони, взявши участь у 50 матчах чемпіонату.
Своєю грою за цю команду привернув увагу представників тренерського штабу клубу «Болонья», до складу якого приєднався 1930 року. Відіграв за болонської команду наступні дванадцять сезонів своєї ігрової кар'єри. Був провідним гравцем команди. 
У складі клубу двічі перемагав у кубку Мітропи, престижному турнірі для найсильніших команд Центральної Європи. У 1932 році «Болонья» здобула трофей, пройшовши лише двох суперників: празьку «Спарту» (5:0, 0:3) у чвертьфіналі і віденський «Ферст» (2:0, 0:1) у півфіналі. Фінальна гра не відбулась через дискваліфікацію обох інших півфіналістів, тому «Болонья» отримала титул автоматично.
У 1934 році вдруге здобув кубок Мітропи. Команда на своєму шляху пройшла угорські команди «Бочкаї» (2:0, 1:2) у 1/8 фіналу і «Ференцварош» (1:1, 5:1) у 1/2 фіналу, а також австрійські «Рапід» (6:1, 1:4) у 1/4 фіналу і «Адміру» (2:3, 5:1) у фіналі. У 1937 році також перемагав з командою у представницькому міжнародному Виставковому турнірі. 
У 1936 році «Болонья» зуміла перервати п'ятирічну гегемонію туринського «Ювентуса» і здобула звання чемпіона Італії, випередивши на одне очко «Рому». Починаючи з цього сезону, Монтесанто здобув з командою чотири чемпіонських титули на шість років. 
Завершив професійну ігрову кар'єру у клубі «Персічетана», за команду якого виступав протягом 1945—1946 років.

## Виступи за збірну
1934 року дебютував в офіційних матчах у складі національної збірної Італії. Був учасником відбору до чемпіонату світу 1934, але у заявку на сам турнір не потрапив. Протягом кар'єри у національній команді у 1934—1936 роках провів у формі головної команди країни лише 3 матчі.

## Кар'єра тренера
Розпочав тренерську кар'єру, ще продовжуючи грати на полі, 1942 року, очоливши тренерський штаб клубу «Болонья». Досвід тренерської роботи обмежився цим клубом.
Помер 29 березня 1987 року на 78-му році життя у місті Кастель-Сан-П'єтро-Терме.
| Дата       | Місто | Господарі | Результат | Гості     | Турнір                   | Голи | Примітки |
| ---------- | ----- | --------- | --------- | --------- | ------------------------ | ---- | -------- |
| 25/03/1934 | Мілан | Італія    | 4 – 0     | Греція    | Відбір до ЧС 1934        | -    |          |
| 17/02/1935 | Рим   | Італія    | 2 – 1     | Франція   | товариський матч         | -    |          |
| 25/10/1936 | Мілан | Італія    | 4 – 2     | Швейцарія | Кубок Центральної Європи | -    |          |
| Усього     |       | Матчів    | 3         |           | Голів                    | 0    |          |

### Статистика виступів у кубку Мітропи
| №                      | Розіграш               | Стадія                 | Дата та місце проведення | Команда 1              | Рахунок                                              | Команда 2        | Голи та інші дії |
| ---------------------- | ---------------------- | ---------------------- | ------------------------ | ---------------------- | ---------------------------------------------------- | ---------------- | ---------------- |
| 1                      | 1932                   | 1/4                    | 10.06.1932, Болонья      | Болонья                | 5:0                                                  | Спарта (Прага)   |                  |
| 2                      | 1932                   | 1/4                    | 28.06.1932, Прага        | Спарта (Прага)         | 3:0                                                  | Болонья          | Капітан команди  |
| 3                      | 1932                   | 1/2                    | 10.07.1932, Болонья      | Болонья                | 2:0 [Архівовано 25 лютого 2021 у Wayback Machine.]   | Ферст Вієнна     |                  |
| 4                      | 1932                   | 1/2                    | 17.07.1932, Відень       | Ферст Вієнна           | 1:0 [Архівовано 25 лютого 2021 у Wayback Machine.]   | Болонья          |                  |
| 5                      | 1934                   | 1/8                    | 24.06.1934, Будапешт     | Бочкаї (Дебрецен)      | 2:1 [Архівовано 5 травня 2021 у Wayback Machine.]    | Болонья          |                  |
| 6                      | 1934                   | 1/4                    | 1.07.1934, Болонья       | Болонья                | 6:1 [Архівовано 25 лютого 2021 у Wayback Machine.]   | Рапід (Відень)   |                  |
| 7                      | 1934                   | 1/4                    | 8.07.1934, Відень        | Рапід (Відень)         | 4:1 [Архівовано 25 лютого 2021 у Wayback Machine.]   | Болонья          | Капітан команди  |
| 8                      | 1934                   | 1/2                    | 15.07.1934, Будапешт     | Ференцварош            | 1:1 [Архівовано 5 травня 2021 у Wayback Machine.]    | Болонья          |                  |
| 9                      | 1934                   | 1/2                    | 22.07.1934, Болонья      | Болонья                | 5:1 [Архівовано 5 травня 2021 у Wayback Machine.]    | Ференцварош      |                  |
| 10                     | 1934                   | Фінал                  | 5.09.1934, Відень        | Адміра (Відень)        | 3:2 [Архівовано 25 лютого 2021 у Wayback Machine.]   | Болонья          | Капітан команди  |
| 11                     | 1934                   | Фінал                  | 9.09.1934, Болонья       | Болонья                | 5:1 [Архівовано 25 лютого 2021 у Wayback Machine.]   | Адміра (Відень)  |                  |
| 12                     | 1936                   | 1/8                    | 21.06.1936, Болонья      | Болонья                | 2:1 [Архівовано 5 листопада 2020 у Wayback Machine.] | Аустрія (Відень) |                  |
| 13                     | 1936                   | 1/8                    | 28.06.1936, Відень       | Аустрія (Відень)       | 4:0 [Архівовано 25 лютого 2021 у Wayback Machine.]   | Болонья          |                  |
| 14                     | 1937                   | 1/8                    | 13.06.1937, Болонья      | Болонья                | 1:2 [Архівовано 25 лютого 2021 у Wayback Machine.]   | Аустрія (Відень) |                  |
| 15                     | 1937                   | 1/8                    | 25.06.1937, Відень       | Аустрія (Відень)       | 5:1 [Архівовано 5 листопада 2020 у Wayback Machine.] | Болонья          |                  |
| Всього в кубку Мітропи | Всього в кубку Мітропи | Всього в кубку Мітропи | Всього в кубку Мітропи   | Всього в кубку Мітропи | 15                                                   |                  | 0                |

## Титули і досягнення
- Чемпіон Італії (4):

«Болонья»: 1935–1936, 1936–1937, 1938–1939, 1940–1941
- Срібний призер чемпіонату Італії (2):

«Болонья»: 1931–1932, 1931–1932
- Володар кубка Мітропи (2):

«Болонья»: 1932, 1934
- Переможець міжнародного турніру до всесвітньої виставки у Парижі:

«Болонья»: 1937